# Ріоса
Ріоса (ісп. Riosa) — муніципалітет в Іспанії, у складі автономної спільноти Астурія. Населення — 2200 осіб (2009).
Муніципалітет розташований на відстані близько 360 км на північний захід від Мадрида, 18 км на південь від Ов'єдо.

## Демографія
Динаміка населення (INE ):

## Галерея зображень

Розташування муніципалітету